# Априљано
Априљано (итал. Aprigliano) је насеље у Италији у округу Козенца, региону Калабрија.
Према процени из 2011. у насељу је живело 1551 становника. Насеље се налази на надморској висини од 769 м.

## Становништво
Према резултатима пописа становништва 2011. у општини је живело 2.968 становника.
| 1931. | 1936. | 1951. | 1961. | 1971. | 1981. | 1991. | 2001. | 2011. |
| ----- | ----- | ----- | ----- | ----- | ----- | ----- | ----- | ----- |
| 4.793 | 4.854 | 5.045 | 5.009 | 4.062 | 3.347 | 3.031 | 2.816 | 2.968 |